# Pure:infinity
pure:infinity（ピュアインフィニティ）は、かつて存在したビーイング傘下のレコードレーベルである。2010年1月、ZAIN RECORDS内のレーベルとして設立。アーティストの個性と自主性を重んじ産まれてくる純粋な衝動は無限の可能性を秘めているという考えをレーベルの原動力とする。

## 概要
ビーイング創立者の長戸大幸は過去に
『だから、僕は本物のジャズは本当に好きなんだけど、たとえば本物のアーチストがいて、それをレコードにする、というのは、映画で言えば、本当に戦争があって、戦争の映画を撮りに行く、ドキュメンタリーですよ。それも厭じゃない。ドキュメンタリーも、ある種、僕はやってますけどね。ラウドネスとか。ドキュメンタリーをつくる意識はそれでいいけど、劇映画を僕らはつくろう。』
と語っており、長戸自身が巻き起こした90年初頭のビーイングブームではプロデューサー主導で作り込んだ劇映画である。しかし一方では彼がいうところのドキュメンタリーとしての音楽制作もLOUDNESS、初期BOØWY、spAed、秋吉契里、JASON ZODIAC等を通じ行ってきたのである。
しかし、所属アーティストが移籍や活動休止が相次いだため2013年末にアーティスト不在のためレーベルが消滅した。

## 所属していたアーティスト
- Jeepta（2013年無期限の活動休止）
- 100%FREE（2013年解散）
- MASTERLINK(2013年移籍)

## カタログ
規格品番が「JBCP」で始まるのでビーイング（旧J-DISC Being）を表し、1,000円台のマキシシングルが6000番台、1,200円台のマキシシングルが4000番台、アルバムが9000番台となっており、B-Gram RECORDSおよびZAIN RECORDS、NORTHERN MUSICといったビーイングのレーベルと同様のルールである（GIZA studioは除く）。しかし、100%FREEの「366 僕らのDAYS」だけは1000円で4000番台となっている。
| アイテム         | アーティスト                     | タイトル                          | 発売日         | 規格品番                      |
| ---------------- | -------------------------------- | --------------------------------- | -------------- | ----------------------------- |
| シングル         | Hundred Percent Free             | Hello Mr. my yesterday            | 2010年1月27日  | JBCP-6001（初回盤） JBCP-6002 |
| シングル         | Hundred Percent Free             | 迷子 to MYSELF                    | 2010年3月31日  | JBCP-4002                     |
| シングル         | Jeepta                           | 日進月歩                          | 2010年4月7日   | JBCP-4001                     |
| シングル         | MASTERLINK                       | Traveling                         | 2010年6月9日   | JBCP-6003                     |
| シングル         | Jeepta                           | 理想郷                            | 2010年7月21日  | JBCP-6004                     |
| シングル         | Hundred Percent Free             | ROCK CLIMBER                      | 2010年9月22日  | JBCP-6006                     |
| アルバム         | Jeepta                           | 革命エントランス                  | 2010年9月29日  | JBCP-9001                     |
| シングル         | MASTERLINK                       | SUPER SPEED E.P                   | 2010年10月6日  | JBCP-4003                     |
| アルバム         | MASTERLINK                       | Muziiic Store                     | 2010年12月8日  | JBCP-9002                     |
| シングル         | Hundred Percent Free             | 十五夜クライシス 〜君に逢いたい〜 | 2011年1月26日  | JBCP-6007 JBCP-4005（初回盤） |
| アルバム         | Hundred Percent Free             | JET!JET!!JET!!!                   | 2011年4月6日   | JBCP-9003（初回盤） JBCP-9004 |
| シングル         | MASTERLINK                       | Confusion E.P                     | 2011年8月3日   | JBCP-4006                     |
| アルバム         | Jeepta                           | リードオフマン                    | 2011年9月29日  | JBCP-9005                     |
| 会場限定シングル | 100%FREE（Hundred Percent Free） | 366 僕らのDAYS                    | 2012年12月15日 | JBCP-4007                     |
| アルバム         | 100%FREE                         | 百年物語〜The Complete Best〜     | 2013年12月18日 | JBCP-9006 / 9007              |